# Toro y Moi
Toro y Moi – nazwa projektu muzycznego Chazwicka Bundicka, aktywnego od 2007. Bundick nagrywa też house jako Les Sins oraz muzykę stream of consciousness jako Sides of Chaz.
Jego muzyka jest kojarzona z gatunkiem chillwave (glo-fi, hypnagogic pop). Jego pierwszy album długogrający, Causers of This, został wydany w roku 2010. Kolejne albumy (Underneath the Pine, Anything in Return) zbliżyły go do nurtu autorskiego popu z elementami funku i R&B.

## Dyskografia

### Albumy studyjne
- Causers of This (2010)
- Underneath the Pine (2011)
- Anything in Return (2013)
- What for? (2015)
- Boo Boo (2017)
- Outer Peace (2019)
- Mahal (2022)

### Kompilacje
- June 2009 (2012)
- Samantha (2015)
- Soul Trash (2019)

### EP
- Body Angles (2009)
- Freaking Out (2011)

### Single
- Blessa (7") (2009)
- Left Alone At Night (CD, Promo + 12") (2009)
- Leave Everywhere (2010)
- I Will Talk to You/For No Reason (split 7" z Cloud Nothings) (2010)
- Sides of Chaz (2010)
- So Many Details (2012)

### Dema
- Woodlands (2007)
- My Touch (2009)